# Kakao (przedsiębiorstwo)
Kakao (kor. 카카오) – południowokoreańskie przedsiębiorstwo branży internetowej, utworzone w 2014 roku. Powstało z fuzji Daum Communications i Kakao przyjmując nazwę Daum Kakao w 2014 roku. W 2015 roku zmieniło nazwę Daum Kakao na Kakao. Firma jest właścicielem 76,4% udziałów spółki Kakao M.

## Usługi Kakao

### Społeczność
- KakaoTalk – aplikacja do czatów i rozmów VoIP.
- KakaoStory – usługa do dzielenia się zdjęciami, nagraniami wideo i muzyką.
- KakaoPage – portal do publikacji internetowych komiksów i powieści.
- KakaoGroup – usługa do prywatnego dzielenia się zdjęciami, nagraniami wideo i muzyką z grupą osób.
- Plain – aplikacja do blogowania poprzez telefony komórkowe.
- Brunch – aplikacja dla amatorskich pisarzy do publikowania ich twórczości.

### Rozrywka
- KakaoMusic – muzyczna aplikacja z możliwością dzielenia się.
- Melon – usługa strumieniowego przesyłania muzyki nabyta za pośrednictwem Kakao M
- PotPlayer – odtwarzacz multimedialny dla systemu Windows.

### Moda
- KakaoStyle – usługa na telefony komórkowe skoncentrowana na modzie i pomagająca w zakupach.

### Finanse
- KakaoPay – system płatności mobilnych
- KakaoBank – bank mobilny

### Transport
- Kakao T – usługa do kojarzenia pasażerów z kierowcami, podobna do aplikacji Uber.
- KakaoBus
- KakaoMetro

### Inne
- KakaoFriends
- KakaoHello – aplikacja do dzwonienia oparta na koncie Kakao.
- KakaoTV – usługa łącząca transmisje na żywo z publicznym czatem aplikacji KakaoTalk.
- KakaoHome – usługa do zarządzania ekranem głównym smartfona.
- KakaoPlace – usługa do szukania i dzielenia się informacjami o znanych miejscach ze znajomymi
- KakaoAlbum – usługa do dzielenia się zdjęciami, zakończyła działalność 17 lutego 2016 roku.